# Boutx
 Boutx  (en occitano : Bots)  es una población y comuna francesa, en la región de Mediodía-Pirineos, departamento de Alto Garona, en el distrito de Saint-Gaudens y cantón de Saint-Béat, comarca de Cominges.
En Argentina, más precisamente en la provincia de Tucumán existe una localidad fundada en el siglo XIX que ediliciamente replica a Boutx, tal localidad se denomina Villa Nougués.

## Demografía
| 778 | 293 | 880 | 935 | 897 | 946 | 965 | 965 | 897 | 958 | 932 | 890 | 860 | 904 | 839 | 795 | 752 | 692 | 666 | 632 | 565 | 543 | 503 | 383 | 378 | 328 | 250 | 251 | 304 | 362 | 324 | 259 |
| Para los censos de 1962 a 1999 la población legal corresponde a la población sin duplicidades (Fuente: INSEE [Consultar]) |     |     |     |     |     |     |     |     |     |     |     |     |     |     |     |     |     |     |     |     |     |     |     |     |     |     |     |     |     |     |     |